# Serafino Angelini
Serafino Angelini (Carsoli, 30 agosto 1848 – Avellino, 4 febbraio 1908) è stato un vescovo cattolico italiano.

## Biografia
Viene ordinato sacerdote il 21 marzo 1874. Dopo essere stato rettore del Seminario dei Marsi, divenne docente di teologia dogmatica e morale. Fu nominato vescovo di Anglona-Tursi il 12 giugno 1893. Il 30 novembre 1896 fu trasferito ad Avellino dove si distinse per aver favorito la catechesi e l'associazionismo del mondo cattolico. Fece in modo che le “Dame di Carità” operassero nella città di Avellino. Fu fondatore del Risveglio del Mezzogiorno nella primissima edizione ed iniziò la pubblicazione del Bollettino mensile della Curia vescovile di Avellino.

## Genealogia episcopale
La genealogia episcopale è:
- Cardinale Scipione Rebiba
- Cardinale Giulio Antonio Santori
- Cardinale Girolamo Bernerio, O.P.
- Arcivescovo Galeazzo Sanvitale
- Cardinale Ludovico Ludovisi
- Cardinale Luigi Caetani
- Cardinale Ulderico Carpegna
- Cardinale Paluzzo Paluzzi Altieri degli Albertoni
- Papa Benedetto XIII
- Papa Benedetto XIV
- Papa Clemente XIII
- Cardinale Marcantonio Colonna
- Cardinale Giacinto Sigismondo Gerdil, B.
- Cardinale Giulio Maria della Somaglia
- Cardinale Carlo Odescalchi, S.I.
- Cardinale Costantino Patrizi Naro
- Cardinale Lucido Maria Parocchi
- Vescovo Serafino Angelini